# Bukszpryt

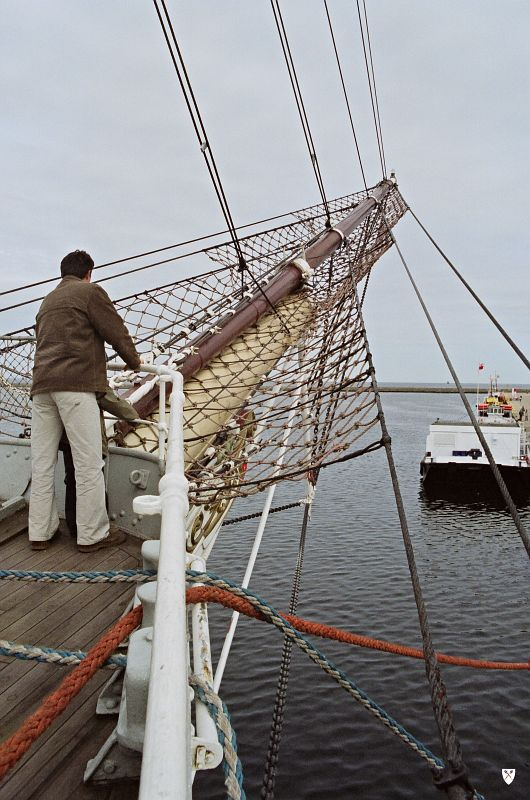
Bukszpryt Daru Pomorza

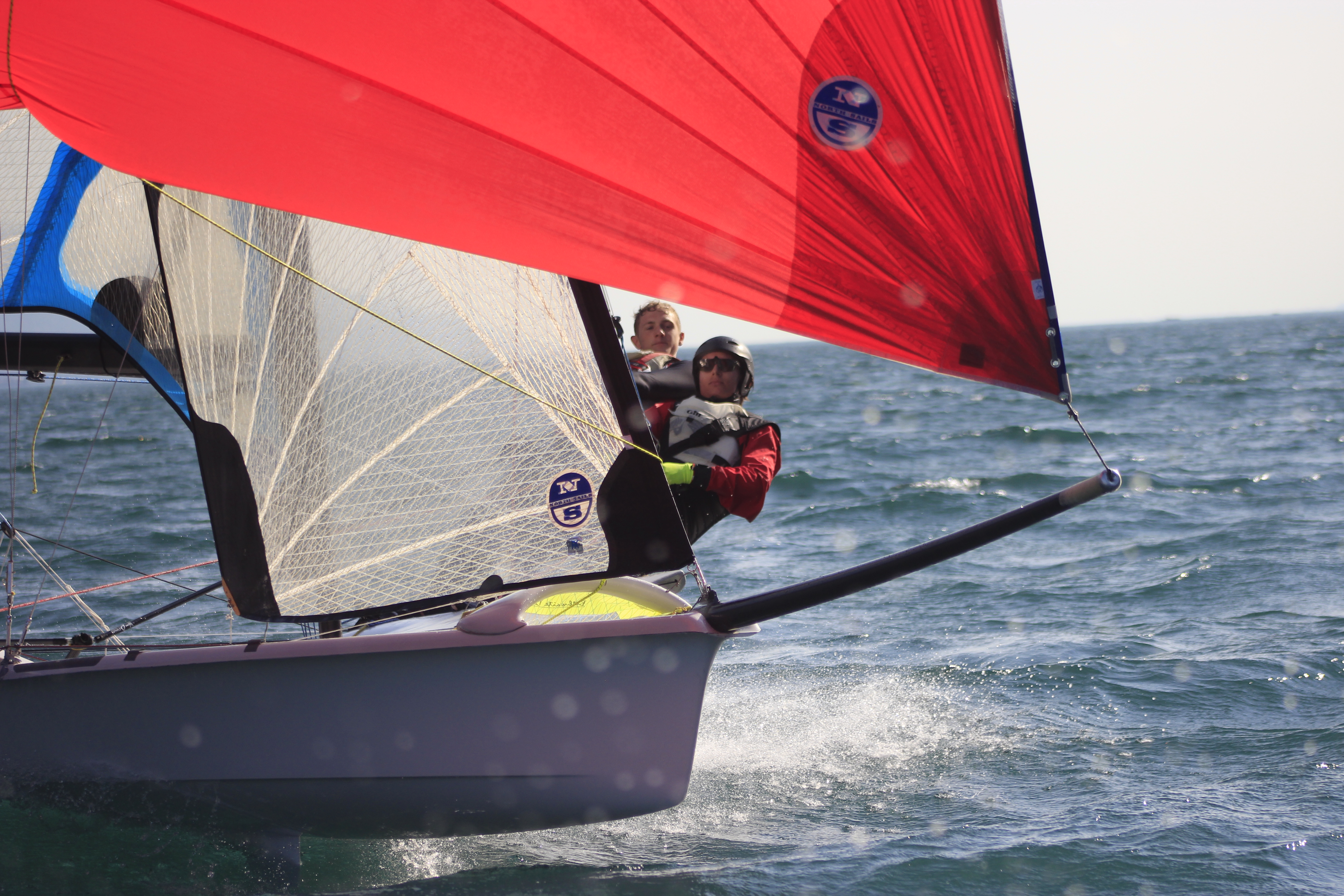
Bukszpryt regatowej klasy olimpijskiej 49er

Bukszpryt (dziobak) – drzewce wystające do przodu z dziobu jednostki żaglowej, wyjątkowo mechanicznej (pancernik Potiomkin). Bukszpryt zorientowany jest poziomo, lub lekko wznosząco, najczęściej w linii wzniosu pokładu. Jego wynalezienie datuje się na XV w. a od XVII w. zaczęto go przedłużać stengą (nazywaną bomstengą lub bukszpirem) oraz bramstengą.
Celami bukszprytu są:
- przesunięcie mocowania olinowania stałego do przodu, co daje możliwość zwiększenia powierzchni ożaglowania jednostki (a więc i jej prędkości)
- przesunięcie środka ożaglowania jednostki do przodu, co zwiększa jej stateczność kursową

Bukszpryt zwiększa całkowitą długość jednostki, co umożliwia przesunięcie części olinowania do przodu, zwiększając przez to korzystnie kąt sztagów pierwszego masztu oraz zwiększając powierzchnię sztaksli stawianych na tych sztagach. Bukszpryt umożliwia także zwiększenie liczby lin, a więc i zwiększenie liczby sztaksli.
Bukszpryt mocowany jest jarzmem do gniazda bukszprytu w kadłubie. Do jego usztywnienia stosuje się olinowanie lub łańcuchy w ilości zależnej od wielkości jednostki oraz samego bukszprytu. Od dołu nok związany jest z dziobnicą przy pomocy watersztagu rozpartego przez delfiniak (in. łabędziak lub strzała Marcina). Na boki bukszpryt usztywniany jest waterbaksztagami biegnącymi do burt lub kotbelek i rozpórkami zwanymi watersalingiem lub blindgaflem. 
Na mniejszych jachtach bukszpryt może być dość krótki, na większych oraz żaglowcach spełnia rolę poziomego masztu. Może być wtedy dodatkowo przedłużony bomstengą (a ta dalej bramstengą). Na dawnych żaglowcach podwieszano pod bukszprytem dodatkowe reje (blindreje), a nawet umieszczano na nim dodatkowy mały pionowy maszt w celu postawienia jeszcze jednego żagla rejowego.
Wraz z rozwojem żeglarstwa turystycznego bukszpryty wyszły z użycia. Ich ponowne spopularyzowanie w jachtach regatowych nastąpiło wraz z wprowadzeniem asymetrycznych spinakerów. Zastosowanie bukszprytu umożliwiło wyeliminowanie spinakerbomu.
Drzewce analogiczne do bukszprytu, ale wystające do tyłu z rufy to wystrzały. Stosowane są znacznie rzadziej od bukszprytu.